# Aspidosperma multiflorum
Aspidosperma multiflorum é uma espécie de plantas com flores. Foi descrito pela primeira vez por A. Dc. Aspidosperma multiflorum pertence ao gênero Aspidosperma e à família Apocynaceae.
Este tipo de planta é encontrado em:
- Bolívia
  - El Beni
  - Santa Cruz
- norte e nordeste e centro-oeste do Brasil
  - Pará (estado)
  - Rondônia
  - Mato Grosso (estado)
  - Mato Grosso do Sul

Não há tipos listados como este.